# 卡希爾斯 (北卡羅萊納州)
卡希爾斯（英語：Cashiers）是位於美國北卡羅萊納州傑克遜縣的普查規定居民點。

## 人口
根據2020年美國人口普查的數據，卡希爾斯的面積為10.70平方千米，當中陸地面積為10.62平方千米，而水域面積為0.08平方千米。當地共有人口657人，而人口密度為每平方千米61.4人。